# Isoelettronico
In chimica, più specie si dicono isoelettroniche quando possiedono lo stesso numero di elettroni di valenza e la stessa struttura, pur contenendo atomi diversi. In base a questa definizione, contenuta  nel Compendium of Chemical Terminology pubblicato dalla IUPAC, alcuni esempi di specie isoelettroniche sono:
- HF, HCl, HBr (8 elettroni, struttura lineare)
- BH4−, CH4, NH4+ (8 elettroni, struttura tetraedrica)
- CO, N2, NO+ (10 elettroni, specie biatomiche)
- CCl4, SiCl4, AlCl4− , PBr4+ (32 elettroni, struttura tetraedrica)
- SiF62−, PF6−, SF6 (48 elettroni, struttura ottaedrica)

Specie come CO2 e SiO2 non sono invece considerate isoelettroniche, pur avendo entrambe 16 elettroni di valenza, dato che la struttura è differente: CO2 è una molecola lineare, mentre SiO2 forma un reticolo infinito dove il silicio è tetracoordinato.